# 1816 en Italie
Chronologie de l'Italie
- 1812
- 1813
- 1814
- 1815
- 1816
- 1817
- 1818
- 1819
- 1820

## Événements

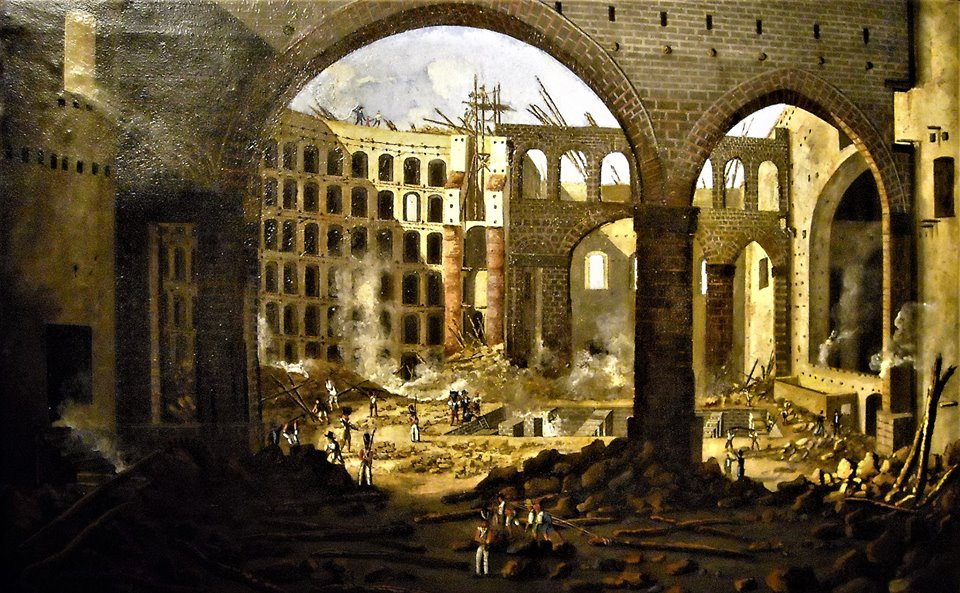
Le Teatro San Carlo, après l'incendie. Anonyme.

- 13 février : incendie du Teatro San Carlo de Naples, il est restauré et rouvert le 12 janvier 1817[1].
- 16 mars : traité de Turin, 32 communes, pour certaines savoyardes et d'autres françaises, sont incorporées dans le canton de Genève ayant rejoint la Confédération suisse un an auparavant[2].
- 16 juillet : motu proprio Quanto per ammirabile. Le pape Pie VII définit le statut de l’État pontifical reconstitué[3].
- 12 décembre, Caserte : union de la Sicile à Naples, abolition de sa constitution et suppression de son armée. Ferdinand IV de Bourbon devient roi des Deux-Siciles[4].

## Culture

### Opéras créés en 1816
- 20 février : création de Il barbiere di Siviglia, opéra-bouffe en deux actes de Gioachino Rossini, sur un livret de Cesare Sterbini, d'après la comédie Le Barbier de Séville (1775) de Pierre-Augustin Caron de Beaumarchais, au Teatro di Torre Argentina à Rome[5].
- 26 septembre : La gazzetta, opéra de Gioachino Rossini, créé au Teatro dei Fiorentini à Naples.
- 4 décembre : création de Otello, opéra en trois actes de Gioachino Rossini, tiré de la tragédie Othello, ou le More de Venise (1792) de Jean-François Ducis, au Teatro del Fondo à Naples[6].

## Naissances en 1816
- 9 janvier : 
  - Lodovico Aureli, graveur et peintre, spécialisé dans la peinture de scènes historiques, de portraits et de fleurs. († 9 août 1865)
  - Alfonso Chierici, peintre néo-classique. († 27 septembre 1873)
- 11 janvier : Antonio Superchi, chanteur d'opéra (baryton). († 5 juillet 1893)
- 16 février : Gaetano Fraschini, chanteur lyrique (ténor). († 23 mai 1887)
- 25 mars : Cherubino Cornienti, peintre romantique. († 12 mai 1860)
- 8 août : Filippo Parlatore, botaniste, professeur de botanique au Musée d'histoire naturelle de l'Université de Florence et directeur du jardin des simples de Florence. († 9 septembre 1877)
- 5 novembre : Pasquale Adinolfi (it), prêtre et archéologue, membre de la Consulta araldica (it) et de la Società romana di storia patria (it). († 20 janvier 1882)
- 24 novembre : Matteo Salvi, compositeur et metteur en scène. († 18 octobre 1887).

## Décès en 1816
- 16 février : Innocenzo Ansaldi, poète, écrivain, historien de l'art et peintre de la période baroque. (° 12 février 1734)
- 16 mars : Giuseppe Janacconi, compositeur et pédagogue. (° 1740)
- 5 juin : Giovanni Paisiello, compositeur. (° 9 mai 1740)
- 27 juin : Domenico Agostino Vandelli, 80 ans, naturaliste, professeur de chimie et d'histoire naturelle à l’université de Coimbra où il fonde un jardin botanique. (° 8 juillet 1735)

- Anna Lucia de Amicis-Buonsolazzi, cantatrice (° vers 1733)